# 星美智子
星 美智子（ほし みちこ、1927年1月20日 - ）は、日本の女優である。本名は庄野 礼子（しょうの れいこ）、旧芸名は星 美千子（読み同）。元子役である。

## 来歴
1927年（昭和2年）1月20日、東京府東京市（現在の東京都）に生まれる。
1935年（昭和10年）、8歳の時に、戦前の日活のスターだった叔母・星玲子のいる撮影所に遊びに行ったところ、親戚に当たるマキノ雅弘監督に「チビ、映画に出てみろ」と言われ、これをきっかけに映画『少年靴屋』で子役デビューする。しばらく子役として活躍した後、学業に専念し、立教高等女学校（現在の立教女学院中学校・高等学校）に入学した。
1945年（昭和20年）、東京女子医大か、日本女子大の英文科への入学を志し、両校を受験するが失敗する。1946年（昭和21年）、前年に続き両校の受験に失敗する。その間に水戸光子復帰第1作『お光の縁談』に出演する。当時として高額のギャラをもらったことで、「女優も悪くないと気楽に考え始めた」と言い、大学進学を断念して映画界入り。以後、大映、松竹、新東宝などで映画に出演した。1953年（昭和28年）、東映に移る。東映入社後は助演が主だが、時代劇・現代劇を問わず大活躍し、多数の映画に出演した。後にテレビ映画にも進出した。1965年（昭和40年）に結婚、後に離婚した。
2010年（平成22年）11月25日、東京・池袋の新文芸坐で開催された『時代劇の至宝 中村錦之助＝萬屋錦之介 あの雄姿、ふたたび（アンコール）! 錦之助映画祭り2010』のトークショーに出演、星のサイン会も開かれた。2012年（平成24年）公開の映画『俳優×監督＝全力映画 「もはやないもの」』に出演、健在を示した。

## 人物・エピソード
父親は判事、叔母は女優の星玲子。映画監督マキノ雅弘は親戚に当たる。一女あり。
映画界入りのあと、現代劇から時代劇にまわったのは、本人によると「恥ずかしいことですが足がいささかガニ股でしてね、時代劇でないとさまにならないからです」とのことである。片岡千恵蔵の大ファンで、1957年（昭和32年）に『大菩薩峠』で共演した際には、「胸がドキドキして、演じるどころではなかった」と語っている。また監督の内田吐夢からは演技だけでなく、人生についても何かと教えてもらったという。

## 主な出演

### 映画
- 少年靴屋 （1935年。日活）
- 悦ちゃん（1937年。日活）
- 悦ちゃん乗り出す（1937年。日活）
- 路傍の石（1938年。日活）
- 令嬢殺し犯人（1938年。日活）
- 遅咲きの母
- 花の舞曲
- 鋪道の戦線
- お光の縁談（1946年。松竹）
- 彼女の発言（1946年。松竹）
- 女だけの夜（1947年。大映）
- 鉄路の薔薇（1949年。東宝）
- 不良少女（1949年。松竹）
- 地獄の笛（1949年。大映）
- 毒薔薇（1949年。大映）
- 花の日月（1949年。大映）
- 愛染草（1949年。大映）
- 肉体の白書（1950年。東映）
- 魔の黄金（1950年。大映）
- 妻も恋す（1950年。大映）
- 母椿（1950年。大映）
- 美貌の海（1950年。大映）
- 拳銃の前に立つ母（1950年。大映）
- 虚無僧屋敷（1950年。大映）
- 赤城から来た男（1950年。大映）
- 真珠夫人・処女の巻（1950年。大映）
- 真珠夫人・人妻の巻（1950年。大映）
- 右門捕物帖・片眼狼（1951年。新東宝）
- 月が出た出た（1951年。新東宝）
- 上州鴉（1951年。大映）
- 奴隷の街（1951年。大映）
- 無宿猫（1951年。新東宝）
- 黄門と弥次喜多（1951年。新東宝）
- 飛騨の小天狗（1951年。大映）
- 母子船（1951年。大映）
- 群狼の街（1952年。大映）
- 呼子星（1952年。大映）
- 底抜け青春音頭（1952年。新東宝）
- 二つの処女線（1952年。大映）
- 母山彦（1952年。大映）
- 滝の白糸（1952年。大映）
- ひよどり草紙（1952年。東映）
- 娘初恋ヤットン節（1952年。大映）
- 魚河岸の石松（1953年。東映）
- びっくり太平記（1953年。新東宝）
- アジャパー天国（1953年。新東宝）
- 続・魚河岸の石松（1953年。東映）
- 権九郎旅日記（1953年。新東宝）
- 玄海の鰐（1953年。東映）
- 腕くらべ千両役者（1953年。新東宝）
- 蛇と鳩（1953年。東映）
- 人生読本・花嫁の性典（1953年。東宝）
- 続続・魚河岸の石松（1953年。東映）
- 珍説忠臣蔵（1953年。新東宝）
- 憧れの星座（1953年。東映）

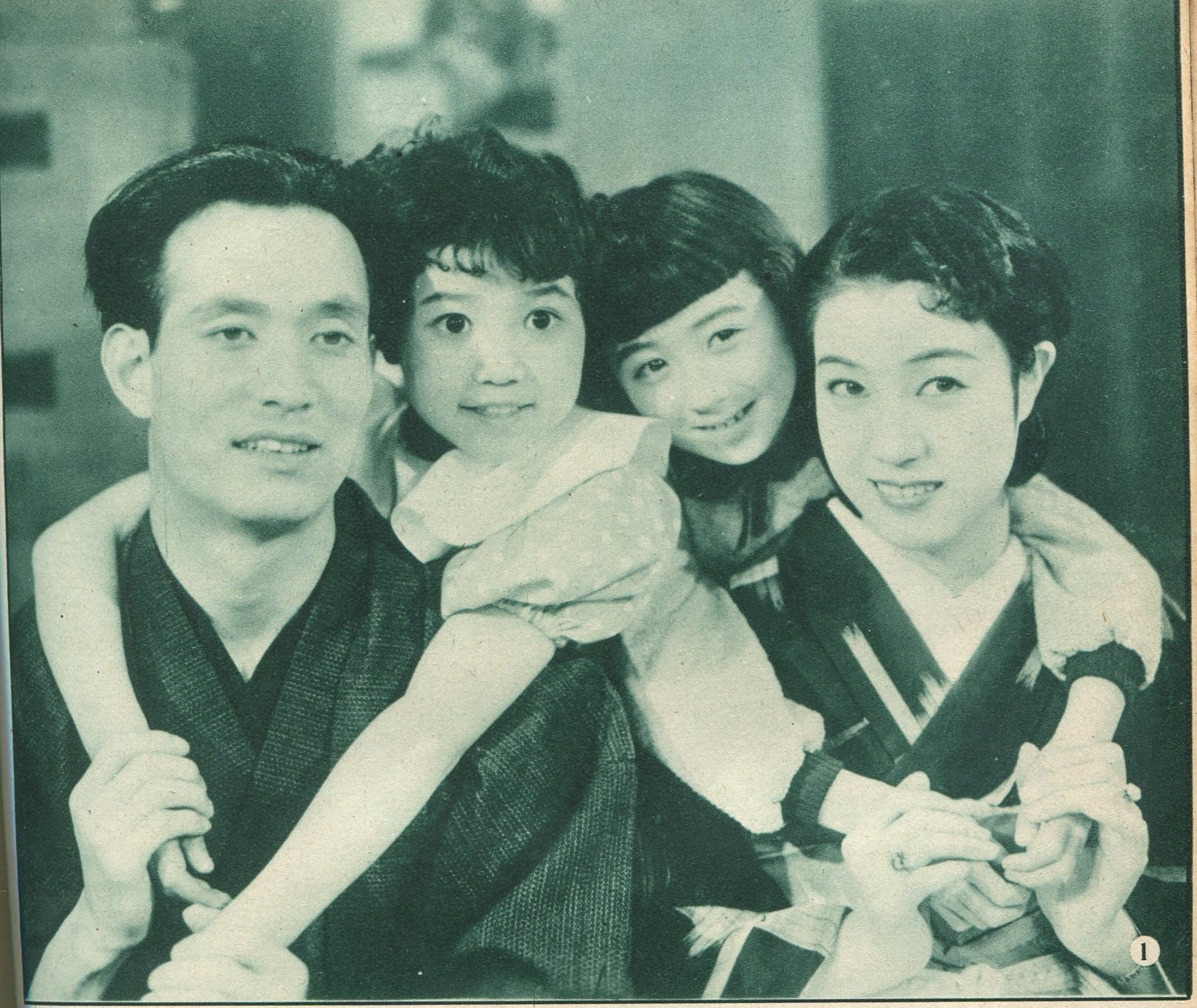
『悦ちゃん乗り出す』（1937年）。
左から、中田弘二、悦ちゃん、星美千子、黒田記代

- 続続続・魚河岸の石松 大阪罷り通る（1954年。東映）
- 魅せられたる魂（1953年。東映）
- 名探偵アジャパー氏（1953年。新東宝）
- 愛染道中・男の血祭（1954年。東映）
- 悪の愉しさ（1954年。東映）
- 花と竜・第一部 洞海湾の乱斗（1954年。東映）
- 水戸黄門漫遊記・将軍初上り（1954年。東映）
- 雪之丞変化・第三部 復讐の剣（1954年。東映）
- 宝さがし百万両（1954年。新東宝）
- 三代目の若旦那（1954年。東映）
- 母恋人形（1954年。東映）
- 懐かしのメロディー・あゝそれなのに（1954年。東映）
- 学生五人男（1954年。東映）
- 旗本退屈男・謎の百万両（1954年。東映）
- 懐かしのメロディー・うちの女房にゃ髭がある（1954年。東映）
- 蛇姫様・第一部 千太郎あで姿（1954年。東映）
- 蛇姫様・第二部 緋牡丹地獄（1954年。東映）
- 蛇姫様・第三部 恋慕街道（1954年。東映）
- 怪猫腰抜け大騒動（1954年。東映）
- 新諸国物語 紅孔雀・第一篇（1954年。東映）
- 続続続続・魚河岸の石松 女海賊と戦う（1954年。東映）
- 放浪記（1954年。東映）
- 浮かれ狐千本桜（1954年。新東宝）
- 勢ぞろい喧嘩若衆（1955年。東映）
- 姿三四郎/第一部・第二部（1955年。東映）
- 魚河岸の石松 マンボ石松踊り（1955年。東映）
- まごころの花ひらく・女給（1955年。東映）
- 魚河岸の石松・二代目石松大あばれ（1955年。東映）
- 百面童子 第一篇 ギヤマンの秘密（1955年。東映）
- 百面童子 第二篇 サタンの窟（1955年。東映）
- 百面童子 第三篇 バテレンの宴（1955年。東映）
- 百面童子 完結篇 イスラムの女王（1955年。東映）
- まぼろし小僧の冒険・第一篇 平家部落の黄金（1955年。東映）
- まぼろし小僧の冒険・第二篇 天狗ケ池の激斗（1955年。東映）
- サラリーマン・目白三平（1955年。東映）
- 終電車の死美人（1955年。東映）
- 天兵童子 第一篇 波濤の若武者（1955年。東映）
- 天兵童子 第二篇 高松城の蜜使（1955年。東映）
- 天兵童子 完結篇 日の丸初陣（1955年。東映）
- 石松と女石松（1955年。東映）
- 魚河岸の石松 石松故郷へ帰る（1955年。東映）
- 東京摩天街（1955年。東映）
- 親馬鹿子守唄（1955年。東映）
- 笛吹若武者（1955年。東映）
- 東映家庭劇シリーズ・花ごよみ八笑人（1955年。東映）
- 不良少年の母（1955年。東映）
- 晴姿一番纏（1956年。東映）
- 赤穂浪士 天の巻 地の巻（1956年。東映）
- 狸小路の花嫁（1956年。東映）
- 警視庁物語・逃亡五分前（1956年。東映）
- 若さま侍捕物手帖・べらんめえ活人剣（1956年。東映）
- 若さま侍捕物手帖・地獄の皿屋敷（1956年。東映）
- 鼻の六兵衛（1956年。東映）
- 若様侍捕物帳・魔の死美人屋敷（1956年。東映）
- 権三と助十・かごや太平記（1956年。東映）
- 泣き笑い土俵入り（1956年。東映）
- 野郎ども表へ出ろ（1956年。東映）
- 緑眼童子・神変からくり屋敷（1956年。東映）
- 緑眼童子・風雲霧がくれ城（1956年。東映）
- 怒れ!力道山（1956年。東映）
- 母子像（1956年。東映）
- 雪崩（1956年。東映）
- 浅草三四郎（1956年。東映）
- 孫悟空/第一部・第二部（1956年。東映）
- 頑張れゴンさん（1956年。東映）
- 警視庁物語・追跡七十三時間（1956年。東映）
- 純情部隊（1957年。東映）
- 若獅子大名（1957年。東映）
- 若獅子大名 完結篇（1957年。東映）
- 青雲の鬼（1957年。東映）
- 若さま侍捕物帳 鮮血の晴着（1957年。東映）
- 若さま侍捕物帳 深夜の死美人（1957年。東映）
- 多情佛心（1957年。東映）
- 抜打ち浪人（1957年。東映）
- 大菩薩峠（1957年。東映）
- 殺人者を逃すな（1957年。東映）
- 日清戦争風雲秘話・霧の街（1957年。東映）
- 怪談番町皿屋敷（1957年。東映）
- 魔の紅蜥蜴（1957年。東映）
- ジェット機出動 第101航空基地（1957年。東映）
- 阿波おどり 鳴門の海賊（1957年。東映）
- 満月乙女笠（1957年。東映）
- 若さま侍捕物帳・鮮血の人魚（1957年。東映）
- 鬼面竜騎隊・前後篇（1957年。東映）
- 竜虎捕物陣一番手柄・百万両秘面（1957年。東映）
- 竜虎捕物陣二番手柄・疾風白狐党（1957年。東映）
- 娘十八御意見無用（1958年。東映）
- 娘の中の娘（1958年。東映）
- 多羅尾伴内・十三の魔王（1958年。東映）
- 浅間の暴れん坊（1958年。東映）
- 希望の乙女（1958年。東映）
- 江戸の花笠（1958年。東映）
- 大菩薩峠・第二部（1958年。東映）
- 恋愛自由型（1958年。東映）
- 三代目・魚河岸の石松（1958年。東映）
- 奴の拳銃は地獄だぜ（1958年。東映）
- おこんの初恋・花嫁七変化（1958年。東映）
- 波止場がらす（1958年。東映）
- 一丁目一番地・おじいちゃんは日本晴れ（1958年。東映）
- 唄祭り・かんざし纏（1958年。東映）
- 裸の太陽（ベルリン国際映画祭青少年向映画賞（西ベルリン参事会賞）受賞作品。1958年。東映）
- 忠臣蔵 櫻花の巻/菊花の巻（1959年。東映）
- 母と娘の瞳（1959年。東映）
- 警視庁物語・顔のない女（1959年。東映）
- 静かなる兇弾（1959年。東映）
- 素晴らしき娘たち（1959年。東映）
- 大菩薩峠・完結篇（1959年。東映）
- お染久松・そよ風日傘（1959年。東映）
- いろは若衆・花駕篭峠（1959年。東映）
- 警視庁物語・遺留品なし（1959年。東映）
- 七つの弾丸（1959年。東映）
- 空港の魔女（1959年。東映）　- 島本久子 役[3]
- スピード狂時代 命を賭けて（1959年。東映）
- 海のGメン 暁の急襲隊（1959年。東映）
- べらんめえ芸者（1959年。東映）
- ずべ公天使（1960年。東映）
- 警視庁物語 血液型の秘密・聞き込み（1960年。東映）
- 親鸞（1960年。東映）
- 多羅尾伴内・七つの顔の男だぜ（1960年。東映）
- 続ずべ公天使・七色の花嫁（1960年。東映）
- 続々・べらんめえ芸者（1960年。東映）
- 大いなる旅路（1960年。東映）
- 第三次世界大戦 四十一時間の恐怖（1960年。東映）
- 天下の快男児 突進太郎（1960年。東映）
- 天下の快男児 万年太郎（1960年。東映）
- 野獣の眼（1960年。東映）
- 風流深川唄（1960年。東映）
- 天竜母恋い笠（1960年。東映）
- 百万両秘帖・前後篇（1960年。東映）
- べらんめえ芸者罷り通る（1961年。東映）
- 赤い影の男・高速三号線を張れ（1961年。東映）
- 大学武勇伝（1961年。東映）
- 花ざかり七色娘（1961年。東映）
- お役者変化捕物帖 弁天屋敷（1961年。東映）
- 次郎長社長と石松社員（1961年。東映）
- 続次郎長社長と石松社員（1961年。東映）
- 皮ジャンブルース（1961年。東映）
- 腕まくり七色娘（1961年。東映）
- ひばり民謡の旅・べらんめえ芸者佐渡へ行く（1961年。東映）
- 若き日の次郎長・東海道のつむじ風（1962年。東映）
- べらんめえ芸者と大阪娘（1962年。東映）
- ちんじゃらじゃら物語（1962年。松竹）
- 警視庁物語 十九号埋立地（1962年。東映）
- 二・二六事件 脱出（1962年。東映）
- 大江戸の鷹（1962年。東映）
- 民謡の旅・桜島 おてもやん（1962年。東映）
- ひばりの佐渡情話（1962年。東映）
- べらんめえ芸者と丁稚社長（1963年。東映）
- 警視庁物語・全国縦断捜査（1963年。東映）
- 第八空挺部隊 壮烈鬼隊長（1963年。東映）
- 白い熱球（1963年。東映）
- 路傍の石（1964年。東映）
- あの雲に歌おう（1965年。東映）
- あんま太平記（1965年。東宝）
- 喜劇 駅前医院（1965年。東宝）
- 喜劇 駅前金融（1965年。東宝）
- 虹をつかむ恋人たち（1965年。東映）
- 喜劇 駅前競馬（1966年。東宝）
- 恐怖女子高校 不良悶絶グループ（1973年。東映）
- 人間の証明（1977年。東映）
- マタギ（ベルリン国際映画祭ユニセフ監督賞受賞作品。1982年）
- ビー・バップ・ハイスクール 高校与太郎行進曲（1987年）
- 忘れられぬ人々（2001年）
- Beauty うつくしいもの（2009年）
- ディア・ドクター（2009年）
- 俳優×監督＝全力映画 「もはやないもの」（2012年）
- くじけないで（2013年）
- 麦子さんと（2013年）

### テレビドラマ
- 特別機動捜査隊（NET・東映）
  - 第56話「指名手配の男」（1962年）
  - 第90話「疑惑」（1963年）
  - 第112話「風の中の街」（1963年）
  - 第123話「夜の女」（1964年）
  - 第345話「濁った大都会の天使」（1968年） - 咲子
  - 第409話「ふたりの女」（1969年）
  - 第414話「愛の水平線」（1969年） - 信子
  - 第424話「北海道を捜せ」（1969年） - 勝代
  - 第432話「コタンの女」（1970年） - たつ子
  - 第438話「汚れたウエディング・ドレス」（1970年） - のぶ子
  - 第458話「白い心の旅路」（1970年） - 加代子
  - 第461話「私の愛した女」（1970年） - トモエ
  - 第481話「追憶の街」（1971年） - 浜田敏江
  - 第484話「春の坂道」（1971年） - よしの
  - 第489話「風の中の姉妹」（1971年） - 三村妙子
  - 第503話「殉愛の海」（1971年） - 津川夏子
  - 第532話「裏町の女」（1972年） - ふみ代
  - 第567話「女を棄てた女たち」（1972年） - 安藤哲子
  - 第584話「新鮮な女」（1973年） - 加藤志津
  - 第594話「新しい女」（1973年） -  沢田昌子
  - 第618話「大都会の野良犬」（1973年） -  鬼頭冴子
  - 第653話「待ちぼうけの女」（1974年） - 那美
  - 第667話「失われた週末 」（1974年） - 津山多恵
  - 第685話「暗黒街ひとりぼっち」（1974年） - とめ
  - 第702話「消えた一千万円」（1975年） - 古澤美保
  - 第753話「愛と死その罪」（1976年） - 滝沢好江
  - 第774話「妻に捧げる協奏曲」（1976年） - 三輪田園子
  - 第794話「ある受験生の詩」(1977年） - 山本八重
- 孤独の賭け（1963 - 1964年、NET・東映） - 千種寿都子
- 三匹の侍 第1シリーズ 第25話「殺法無頼」（1964年、フジテレビ）
- 廃虚の唇（1964年、NET・東映） - 律子
- 軍兵衛目安箱 第25話「将軍暗殺」（1971年、NET ・東映） - おぎん
- 人形佐七捕物帳 第26話「怪談・座頭の鈴」（1971年、NET / 東宝） - 柳光亭の女将
- 好き! すき!! 魔女先生 第4話「ソクラテス大いに怒る」（1971年、朝日放送・東映） - 進の母
- プレイガール 第255話「冬の夜の華麗なる殺人パーティ」（1974年、12ch / 東映）‐田所美佐
- 右門捕物帖 第10話「真実」（1974年、NET・東映）‐お常
- 伝七捕物帳
  - 日本テレビ版
  - 第24話「日本晴れ大漁節」（1974年） - お才の方
  - 第106話「文治一番手柄」（1976年） - 女将
  - テレビ朝日版 第11話「姉弟しぐれ」（1979年）
- 正義のシンボル コンドールマン（1975年、NET・東映） - 三矢たみ子
- 赤い運命 （1976年、TBS・大映テレビ） - クニ
- 大空港 第29話「戦慄! 空港VIP室占拠事件」（1979年、フジテレビ / 松竹） - 弘中夫人
- 花王 愛の劇場 (TBS)
  - 「下町の空」（1981年）
  - 「赤い関係」（1982年）
- 文吾捕物帳 第21話「失った女の過去」（1982年、テレビ朝日・三船プロ）
- 星雲仮面マシンマン （1984年、日本テレビ） - おばあちゃん（真紀と勝の祖母）
- ドラマ女の手記「温泉仲居物語2」（1987年、テレビ東京・キネマ東京）
- 不思議サスペンス「秘密箱からくり箱・殺した女」（1991年、関西テレビ・東映）
- 火曜サスペンス劇場「監察医・室生亜季子22・指紋」（1997年、日本テレビ・東映） - 柳瀬昌

### その他のテレビ番組
- オールスター家族対抗歌合戦（フジテレビ）
- 一枚の写真（フジテレビ）

### 広告
- 柳屋本店

## 関連書籍
- 『日本映画スチール集 大映女優篇 昭和10・20年代』（石割平・円尾敏郎／著。ワイズ出版）
- 『日本映画スチール集 シリーズ映画 大映篇』（石割平／編著、円尾敏郎／著。ワイズ出版）
- 『大映戦慄篇  昭和二十年代探偵スリラー映画』（那智史郎／編著。ワイズ出版）
- 『新諸国物語 笛吹童子、紅孔雀、七つの誓い…』（石割平／編・著、円尾敏郎、高橋かおる／編。ワイズ出版）